# Pura Vida Conspiracy
Pura Vida Conspiracy – szósty studyjny album grupy Gogol Bordello, który został wydany 23 lipca 2013 roku przez ATO Records. 

## Lista utworów
1. We Rise Again - 3:42
2. Dig Deep Enough – 3:42
3. Malandrino – 3:33
4. Lost Innocent World – 4:26
5. It Is The Way You Name Your Ship – 3:38
6. The Other Side of Rainbow – 3:16
7. Amen – 4:15
8. I Just Realized – 3:27
9. My Gypsy Auto Pilot – 3:47
10. Hieroglyph – 3:49
11. John The Conqueror (Truth Is Always The Same) – 3:39
12. We Shall Sail - 3:42
13. Jealous Sister (hidden track) - 2:27